# Código Rocker
Código rocker es un álbum de estudio del cantante español Loquillo, publicado por la compañía discográfica Warner Bros. Records el 24 de marzo de 2015. El álbum fue grabado con el grupo de rockabilly The Nu Niles en Madrid con Mario Cobo y Josu García como productores e incluyó regrabaciones de catorce canciones del cantante.
El lanzamiento de Código rocker fue precedido de la canción "Eres un rocker", seguida del primer sencillo oficial, "Piratas", publicado el 10 de febrero. "Piratas" fue originalmente grabada para el álbum Mis problemas con las mujeres y contó con el acompañamiento vocal de los Velvet Candles y el saxofón de Dani Nel·lo.
Una semana después de salir a la venta, Código rocker se convirtió en el disco más vendido en España. Es la primera ocasión que Loquillo logró un número uno en ventas.

## Lista de canciones
| N.º | Título                                       | Duración |  |
| 1.  | «Eres un rocker»                             | 2:53     |  |
| 2.  | «El tren de la costa (Train Keep a Rollin')» | 2:31     |  |
| 3.  | «Quiero un camión»                           | 3:21     |  |
| 4.  | «Chanel, cocaína y Dom Perignon»             | 2:50     |  |
| 5.  | «Tatuados»                                   | 2:22     |  |
| 6.  | «Piratas»                                    | 3:02     |  |
| 7.  | «El crujir de tus rodillas»                  | 3:22     |  |
| 8.  | «Vaqueros del espacio»                       | 2:56     |  |
| 9.  | «Luché contra la ley (I Fought the Law)»     | 2:33     |  |
| 10. | «Billy la Rocca»                             | 2:47     |  |
| 11. | «La rubia de Hitch»                          | 3:34     |  |
| 12. | «Soy una cámara»                             | 3:25     |  |
| 13. | «En cualquier momento (Someday Someway)»     | 2:14     |  |
| 14. | «Political incorrectness»                    | 3:26     |  |